# NGC 5196
NGC 5196 is een elliptisch sterrenstelsel in het sterrenbeeld Maagd. Het hemelobject werd op 12 april 1864 ontdekt door de Duitse astronoom Albert Marth.

## Synoniemen
- ZWG 17.2
- NPM1G -01.0380
- PGC 47540